# Hydriomena buenoi
Hydriomena buenoi är en fjärilsart som beskrevs av Beutelspacher 1984. Hydriomena buenoi ingår i släktet Hydriomena och familjen mätare. Inga underarter finns listade i Catalogue of Life.